# Carlos Martínez Díez
Pour les articles homonymes, voir Carlos Martínez, Martínez et Diez.
Carlos Martínez Díez, né le 9 avril 1986 à Lodosa,  est un footballeur espagnol qui joue au poste de arrière droit.

## Palmarès

### Clubs
Real Sociedad
- Vainqueur de la Liga Adelante : 2010